# 조너선 하커
조너선 하커(영어: Jonathan Harker)는 브램 스토커의 고딕 소설 《드라큘라》의 주인공이다. 변호사로서 드라큘라 백작을 만나 그에게 위협을 받고 간신히 탈출하여 아내 미나 하커에게 도움받는다. 연기한 배우로는 데이비드 매너스, 존 밴에이슨, 키아누 리브스 등이 있다.

## 담당 배우

### 영화
- 노스페라투: 공포의 교향곡(1922) - 구스타프 폰 방겐하임(토마스 후터)
- 드라큘라(1931) - 데이비드 매너스
  - 드라큘라(1931) - 배리 노턴
- 고인 드라큐라(1958) - 존 밴에이슨
- 노스페라투(1979) - 브루노 간츠
- 드라큘라(1979) - 트레버 이브
- 드라큘라(1992) - 키아누 리브스
- 드라큘라(2006) - 레이프 스폴
- 드라큘라 3D(2012) - 우나스 우갈데

### TV 드라마
- 드라큘라(2013) - 올리버 잭슨코언